# SKAD-Jałpuh Bołgrad
SKAD-Jałpuh Bołgrad (ukr. Спортивний клуб
аеромобільної дивізії-Ялпуг (Болград), Sportywnyj Kłub Aeromobilnoji Dywiziji-Jałpuh” Jużne) – ukraiński klub piłkarski z siedzibą w Bołgradzie w obwodzie odeskim. Założony w latach 50. XX wieku.

## Historia
Chronologia nazw:
- 195?–19??: Temp Bołgrad (ukr. «Темп» Болград)
- 19??–199?: Jałpuh Bołgrad (ukr. «Ялпуг» Болград)
- 199?–199?: Olimp Bołgrad (ukr. «Олимп» Болград)
- 1998–2004: SKAD-Jałpuh Bołgrad (ukr. «СКАД-Ялпуг» Болград)
- 2005: SKAD-BSZ Bołgrad (ukr. «СКАД-БСЗ» Болград)
- 2006–2007: Budżak Bołgrad (ukr. «Буджак» Болград)
- 2011–...: SKAD-Jałpuh Bołgrad (ukr. «Темп» Болград)

Klub SKAD-Jałpuh Bołgrad został założony w Bołgradzie w roku 2011. Skrót SKAD oznacza Sportowy Klub Aeromobilnej Dywizji. Jałpuh – największe naturalne jezioro na Ukrainie, które znajduje się w południowo-zachodniej Ukrainy w obwodzie odeskim.
Wcześniej zespół z miasteczka Bołgrad występował w rozrywkach lokalnych i obwodowych, począwszy od lat 50. XX w. Pierwszy duży sukces piłkarze Bołgradu osiągnęli w 1964 roku, zdobywając brązowy medal w mistrzostwach obwodu odeskiego. W turnieju finałowym, który odbył się w Odessie, Temp Bołgrad przegrał tylko z mistrzem Taksomotor Odessa oraz wicemistrzem Zirka Kotowsk. Potem, od czasu do czasu nawet nie uczestniczył w mistrzostwach obwodu odeskiego. Przez lata zespół nosił nazwę Temp Bołgrad, Jałpuh Bołgrad, SKAD-Jałpuh Bołgrad, Olimp Bołgrad, SKAD-BSZ Bołgrad, Budżak Bołgrad. W 2007 roku, po kolejnym nieudanym powrocie do wyższej ligi mistrzostw obwodu odeskiego, Bołgradzki klub ponownie zniknął z mapy piłkarskiej Ukrainy.
W 2011 roku z inicjatywy wicepremiera Bołgradzkiej Rejonowej Administracji Państwowej Wołodymyra Jusina został reaktywowany klub piłkarski SKAD-Jałpuh Bołgrad. W 2011 debiutował w rozgrywkach Amatorskiej Lihi. 4 lipca 2011 otrzymał status klubu profesjonalnego i 23 lipca 2011 roku debiutował w Drugiej Lidze. Przed rozpoczęciem rundy wiosennej sezonu w kwietniu 2012 zrezygnował z dalszych występów.

## Sukcesy
- brązowy medalista mistrzostw obwodu odeskiego: 1964

## Trenerzy
...
- 2011:  Ołeksandr Szczerbakow
- 2011–...:  Anatolij Dymytrow (p.o.)

## Inne
- Bryz Izmaił